# Buigny-Saint-Maclou
Buigny-Saint-Maclou település Franciaországban, Somme megyében. Lakosainak száma 522 fő (2022. január 1.). Buigny-Saint-Maclou Abbeville, Drucat, Grand-Laviers, Hautvillers-Ouville, Port-le-Grand és Sailly-Flibeaucourt községekkel határos.

## Népesség
A település népességének változása:
| Lakosok száma | 512  | 512  | 527  | 517  | 520  | 524  | 527  | 531  | 522  |
|               | 2013 | 2015 | 2016 | 2017 | 2018 | 2019 | 2020 | 2021 | 2022 |